# إدوارد بي. ديفيس
إدوارد بي. ديفيس (بالإنجليزية: Edward B. Davis)‏ هو محامي وقاضي أمريكي، ولد في 10 فبراير 1933 في ويست بالم بيتش في الولايات المتحدة، وتوفي في 24 مايو 2010 في ميامي في الولايات المتحدة.